# 貉稽
貉稽，姓貉，又作貊姓，名稽，戰國時人，生卒年不詳。在《孟子》書中與孟子有答問一章，曾經為官，可能是孟子弟子之一。

## 生平
《孟子》中記載，貉稽說自己的話語與眾人不合。孟子對貉稽說，士人是不必害怕眾人之口的，孔子、周文王也都曾因為有這類的遭遇。
貉稽之事未見於其他史書，實際身分也不可考。貉稽可能是鄭靈公的後代，以其字為氏；也有可能不是中原人士，而有北方貉族的血統。